# Чеслевич, Лукаш
Лукаш Чеслевич (пол. Łukasz Cieślewicz; род. 15 ноября 1987, Гнезно, Познанское воеводство) — польский футболист, нападающий; тренер.

## Клубная карьера
Воспитанник школы фарерского клуба «ВБ Вагур». В возрасте 16 лет переехал в Данию, где начал карьеру игрока в «Броднбю», одной из лучших команд Дании. Выступал он преимущественно во втором составе. В 2008 году перешёл в клуб Второй лиги «Видовре», однако по причине клубных проблем с финансами покинул команду и уехал обратно на Фареры. С 2011 года представляет «Б-36». Несколько раз его безуспешно пытались выкупить различные клубы, в том числе и польский «Рух» из Хожува.

## Вопрос о выступлении за сборную
Лукаш в прошлом пытался пробиться в польскую сборную, однако по причине невысокого уровня игры всей сборной и малоизвестности чемпионата Фарерских островов даже не был ни разу вызван тренерами сборной Польши. Вследствие этого он принял решение выступать за команду Фарерских островов в 2011 году, однако, чтобы получить гражданство Фарерских островов и право играть за сборную, ему необходимо прожить на островах всего 8 лет.

## Титулы
- Чемпион Фарерских островов: 2011, 2014, 2015

### Личные
- Игрок года в клубе Б-36: 2011[3]
- Игрок года на Фарерских островах: 2015

## Семья
Сын польского футболиста Роберта Чеслевича, который в конце своей карьеры выступал преимущественно на Фарерских островах. Есть брат Адриан, также футболист.
Имеет дочь.